# باشگاه فوتبال تاج تهران در فصل ۱۳۴۴
باشگاه فوتبال تاج تهران در سال ۱۳۴۴ این فصل، بیستمین فصل حضور تیم تاج، که امروزه با نام استقلال شناخته می‌شود، در فوتبال ایران بود. تاج در این فصل تنها در جام باشگاه‌های تهران و چند دیدار دوستانه شرکت کرد.

## پیش زمینه
این فصل، سومین فصل رکود در باشگاه فوتبال تاج تهران بود و تیم تاج در جام باشگاه‌های تهران در میانه های جدول رده بندی قرار گرفت؛ علی جباری که از نوابغ فوتبال ایران به شمار می آید در این سال به تاج تهران پیوست اما به دلیل مصدومیت، رقابت ها را از دست داد. محمدرضا عادلخانی مهاجم با استعداد دیهیم تهران (تیم جوانان تاج تهران) هم برای نخستین بار در این رقابت ها برای تاج به میدان رفت؛ او دو سال بعد برای ادامه تحصیل به آلمان سفر کرد و پس از کسب تجربه بازی در فوتبال آلمان، در دهه پنجاه به تاج تهران برگشت.

## مرور فصل

### جام باشگاه‌های تهران
این رقابت ها که در تابستان و پاییز سال ۱۳۴۴ برگزار شد با قهرمانی تیم شاهین و مقام دومی تیم دارایی به پایان رسید اما تیم پر مهره تاج با کسب نتایج پر نوسان به مقامی بهتر از ششمی دست نیافت.
تیم تاج در این سال چندین بازی دوستانه در برابر تیمهای خارجی از جمله آ.ا.ک سوئد، واشاش مجارستان و ترنشین چکسلواکی انجام داد.

## فهرست بازیکنان
بازیکنانی که در این سال برای تیم تاج به میدان رفتند عبارت بودند از: محمد بیاتی، مهدی کشاورز، اونیک کاراپتیان، احمد رحیمی، ناصر ابراهیمی، علی استادعلی، امیر ابارشی، هوشنگ متکلمی، عباس کردنوری، الک وارطانیان، کامبیز جمالی، حسین فرزامی، علی جباری، احمد منشی‌زاده، مصطفی شرکا، مرتضی شرکا، امیرحسین جابری‌زاده، همایون هوشیارنژاد، محمدرضا عادلخانی، پرویز ابوطالب، کرم نیرلو، کنستانت هاراطونیان

## بازی‌ها

### جام باشگاه‌های تهران
منبع
| ۱۰ تیر ۱۳۴۴ ۱ | تاج تهران                                  | ۴ – ۱ | عقاب تهران | تهران                                   |
|               | هاراطونیان ۶' · شرکا ۵۱'، ۵۳' · فرزامی ۸۰' |       | گودرزی ۴۰' | ورزشگاه: امجدیه تهران داور: اصغر تهرانی |

| ۱۸ تیر ۱۳۴۴ ۲ | تاج تهران | ۱ – ۰ | کیان تهران | تهران                                   |
|               | جمالی ۹۰' |       |            | ورزشگاه: امجدیه تهران داور: اصغر تهرانی |

| ۲۵ تیر ۱۳۴۴ ۳ | تاج تهران | ۰ – ۱ | شعاع تهران | تهران                                   |
|               |           |       | ابری ۶۷'   | ورزشگاه: امجدیه تهران داور: اصغر تهرانی |

| ۲ مهر ۱۳۴۴ ۴ | تاج تهران | ۰– ۱ | آرارات تهران        | تهران                                   |
|              |           |      | گارنیک مهرابیان ۵۴' | ورزشگاه: امجدیه تهران داور: اصغر تهرانی |

| ۶ مهر ۱۳۴۴ ۵ | تاج تهران | ۴ – ۱ | دیهیم تهران | تهران                                   |
|              |           |       |             | ورزشگاه: امجدیه تهران داور: داوود حیدری |

| ۱۲ مهر ۱۳۴۴ ۶ | تاج تهران   | ۱ – ۱ | تهرانجوان    | تهران                                 |
|               | ابوطالب ۶۰' |       | پور عابد ۱۵' | ورزشگاه: امجدیه تهران داور: سعید صدری |

| ۲۳ مهر ۱۳۴۴ ۷ | تاج تهران      | ۱ – ۲ | شاهین تهران              | تهران                                           |
|               | هاراطونیان ۵۲' |       | گیتی‌پور ۳۷' · دهداری ۴۹' | ورزشگاه: استادیوم شماره ۳ شهباز داور: سعید صدری |

| ۳۰ مهر ۱۳۴۴ ۸ | تاج تهران         | ۱ – ۰ | پاس تهران | تهران                                           |
|               | شرکا ۷۷' (پنالتی) |       |           | ورزشگاه: استادیوم شماره ۳ شهباز داور: سعید صدری |

| ۷ آبان ۱۳۴۴ ۹ | تاج تهران           | ۲ – ۱ | دارایی تهران  | تهران                                           |
|               | هاراطونیان ۳۱'، ۷۸' |       | امینی‌خواه ۵۲' | ورزشگاه: استادیوم شماره ۳ شهباز داور: سعید صدری |

| ۱۴ آبان ۱۳۴۴ ۱۰ | تاج تهران         | ۲ – ۲ | جعفری تهران  | تهران                                   |
|                 | شرکا · هاراطونیان |       | مدنی · رهگذر | ورزشگاه: امجدیه تهران داور: اصغر تهرانی |

| ۱۶ آبان ۱۳۴۴ ۱۱ | تاج تهران                | ۳ – ۳ | نادر تهران                | تهران                                            |
|                 | استادعلی · فرزامی · شرکا |       | علی سلیمی · زمردی · محدثی | ورزشگاه: استادیوم شماره ۳ شهباز داور: محسن زمانی |

| ۲۰ آبان ۱۳۴۴ ۱۲ | تاج تهران                                          | ۵ – ۰ | پولاد تهران | تهران                                 |
|                 | ابوطالب ۴۱'، ۷۰' · فرزامی ۴۴'، ۷۵' · وارطانیان ۵۵' |       |             | ورزشگاه: امجدیه تهران داور: سعید صدری |

### بازی‌های دوستانه
منبع
| ۱ اردیبهشت ۱۳۴۴ ۱ | شاهین آبادان | ۱ – ۱ | تاج تهران | آبادان            |
|                   | حقیری ۸۵'    |       | شرکا ۷۵'  | داور: جعفر نامدار |

| ۲۷ آبان ۱۳۴۴ ۲ | منتخب تاج و شاهین | ۳ – ۴   | آ.ا.گ سوئد | تهران                 |
|                | جمالی · گنجاپور   | اطلاعات |            | ورزشگاه: امجدیه تهران |

| ۱۴ آذر ۱۳۴۴ (احتمالی) ۳ | تاج تهران | ۱ – ۲ | واشاش مجارستان | تهران                 |
|                         | جمالی     |       |                | ورزشگاه: امجدیه تهران |

| ۱۸ آذر ۱۳۴۴ ۴ | منتخب تاج و شاهین | ۲ – ۴ | واشاش مجارستان | تهران                                 |
|               | بهزادی ۵'، ۶۵'    |       |                | ورزشگاه: امجدیه تهران داور: سعید صدری |

| ۱۹ آذر ۱۳۴۴ ۵ | تاج تهران             | ۲ – ۳   | ترنشین جکسلواکی           | تهران                                   |
|               | جباری ۲' · فرزامی ۴۶' | اطلاعات | نورادیو ۳' · بنش ۱۳'، ۶۸' | ورزشگاه: امجدیه تهران داور: اصغر تهرانی |

| ۲۱ آذر ۱۳۴۴ (احتمالی) ۶ | منتخب تاج و شاهین | ۰ – ۱ | ترنشین چکسلواکی | تهران                 |
|                         |                   |       |                 | ورزشگاه: امجدیه تهران |

## جایگاه در جدول
| رتبه | باشگاه    | بازی | برد | مساوی | باخت | گل‌زده | گل‌خورده | امتیاز |
| ---- | --------- | ---- | --- | ----- | ---- | ----- | ------- | ------ |
| ۴    | تهران‌جوان | ۱۲   | ۶   | ۲     | ۳    | ۲۳    | ۱۱      | ۱۶     |
| ۵    | عقاب      | ۱۲   | ۷   | ۲     | ۳    | ۲۴    | ۱۴      | ۱۶     |
| ۶    | تاج       | ۱۲   | ۶   | ۳     | ۳    | ۲۴    | ۱۳      | ۱۵     |
| ۷    | شعاع      | ۱۲   | ۶   | ۱     | ۵    | ۲۰    | ۱۱      | ۱۳     |

منبع

### تعداد بازی
| #  | بازیکن            | تعداد بازی |
| #  | بازیکن            | لیگ تهران  |
| -- | ----------------- | ---------- |
| ۱  | امیر ابارشی       | ۱۲         |
| ۲  | کنسانت هاراطونیان | ۱۲         |
| ۳  | مهدی کشاورز       | ۱۲         |
| ۴  | ناصر ابراهیمی     | ۱۲         |
| ۵  | الک وارطانیان     | ۱۱         |
| ۶  | کامبیز جمالی      | ۱۱         |
| ۷  | پرویز ابوطالب     | ۱۰         |
| ۸  | غلامحسین فرزامی   | ۱۰         |
| ۹  | کرم‌ نیرلو         | ۱۰         |
| ۱۰ | مرتضی شرکا        | ۱۰         |
| ۱۱ | احمد رحیمی        | ۹          |
| ۱۲ | علی استادعلی      | ۸          |
| ۱۳ | مصطفی شرکا        | ۳          |
| ۱۴ | محمدرضا عادلخانی  | ۱          |
| ۱۵ | همایون هوشیارنژاد | ۱          |

## سایر ورزشها
- تیم دوچرخه‌سواری تاج عنوان نخست رقابت‌های قهرمانی باشگاه‌های تهران را کسب کرد و تیم‌های دارایی و عقاب در رده‌های بعدی ایستادند. اعضای تیم تاج عبارت بودند از: فرهاد کوشان، هوشنگ رهی، فرهادی، کیهان حقیقی، ناصر شهیری، اکبر پوده، حسین کرانی، حسین واعظی
- در مسابقات دو و میدانی قهرمانی باشگاه‌های تهران تیم دو و میدانی تاج با ۱۵۳ امتیاز به مقام قهرمانی رسید و تیم های تهران جوان و آتش نشانی دوم و سوم شدند.
- در مسابقات وزنه‌برداری قهرمانی باشگاه‌های تهران تیم تاج پس از تیم پاس نایب قهرمان گردید.
- در مسابقات بسکتبال باشگاه‌های تهران تیم بانوان تاج پس از تیم های صدری و تهران‌جوان به مقام سوم رسید.
- در مسابقات بسکتبال باشگاه‌های تهران تیم تاج به مقام قهرمانی این دوره از مسابقات رسید. اعضاء تیم تاج عبارت بودند از: اکبر کرباسی، سعید حسینی، محمود مشحون، غلامرضا واعظی، علیرضا پورباقر، سیاوش ثاقب، پرویز رضوان، فلاح مربی: رضا اوشار
- در مسابقات والیبال باشگاه‌های تهران تیم دیهیم به مقام قهرمانی رسید و تیم والیبال تاج به مقام ششم دست یافت.
- در مسابقات تنیس قهرمانی باشگاه‌های تهران تیم تنیس تاج به مقام قهرمانی دست یافت و تیم دیهیم به مقام نایب قهرمانی رسید. اعضاء تیم تاج عبارت بودند از: تقی اکبری، نعمت نعمتی، آشوت آوادیان، ارشام یسانی
- در مسابقات پینگ پُنگ قهرمانی باشگاه‌های تهران که با شرکت ۱۵ تیم برگزار شد تیم پینگ پُنگ تاج به مقام قهرمانی رسید. اعضاء تیم تاج عبارت بودند از: امیر احتشام‌زاده (کاپیتان)، ادموند بیست خدا، رضا لواسانی، اکبر شیرازی

منبع